# Deir Ibzi
Deir Ibzi (àrab: دير إبزيع, Dayr Ibzīʾ) és una vila palestina de la governació de Ramal·lah i al-Bireh, al centre de Cisjordània, situada 10 kilòmetres a l'oest de Ramal·lah. Segons l'Oficina Central d'Estadístiques de Palestina (PCBS), tenia 2.648 habitants en 2016.